# 王道隆
王道隆（？—474年） ，吳興烏程人。南北朝時期南朝宋明帝的寵臣，在宋官至右衞將軍，在劉休範叛亂中兵敗戰死。

## 生平
王道隆因有所學識而出任主書書吏，並在後來升任至主書。不過，王道隆在宋孝武帝在位時傳達詔命失當，因而被逐出臺城。大明八年（464年），湘東王劉彧以徐州刺史外鎮彭城，王道隆獲其補為典簽，署內監。泰始元年（465年），王道隆聯同阮佃夫等人策劃政變，成功弒宋前廢帝，並推劉彧即位，是為宋明帝。道隆因功獲封吳平縣侯，食邑五百戶，又任南臺侍御史，不久轉員外散騎侍郎，南蘭陵太守。泰始二年（466年），道隆加兼中書通事舍人。同年以攻下反對宋明帝政權勢力所控的晉陵之功而增邑至六百戶。
泰始五年（469年），王道隆出侍東宮，再兼中書通事舍人。宋後廢帝即位後，王道隆以太子翊軍校尉轉任右衞將軍，仍領南蘭陵太守及兼中書通事舍人。在明帝寵臣中，王道隆受明帝親任更勝權傾當時的阮佃夫，至後廢帝即位後他們仍舊掌握實權，但道隆為人和順謹慎，只求自保，不會隨意謗毀別人，而他亦從中賺取了大量財富。
元徵二年（474年），桂陽王劉休範起兵進攻建康，正以討伐道隆及楊運長等人為名。阮佃夫留守殿內而道隆就領羽林精兵進向朱雀門。當時叛軍已至朱雀航南，道隆遂召守石頭城的鎮軍將軍劉勔到來，劉勔遂想開航，以阻斷通道防禦叛軍。然而王道隆卻怒斥劉勔，更命令其主動進攻。劉勔不敢再言，於是領兵渡過朱雀航，卻遭叛軍擊敗並戰死。道隆聞訊並知叛軍乘勝直進，於是拋棄部眾，想要退回臺城，但所騎馬匹不肯向前跑，道隆就被叛軍追上並殺死。不久叛亂被平定，道隆獲贈輔國將軍、益州刺史。

## 家庭

### 兄
王道迄，中書令史。

### 子
王法貞，嗣爵。

## 延伸阅读
[在维基数据编辑]
 《宋書/卷94》，出自沈约《宋书》